# Little Meadows
Little Meadows is een plaats (borough) in de Amerikaanse staat Pennsylvania, en valt bestuurlijk gezien onder Susquehanna County.

## Demografie
Bij de volkstelling in 2000 werd het aantal inwoners vastgesteld op 290. In 2006 is het aantal inwoners door het United States Census Bureau geschat op 289, een daling van 1 (-0,3%).

## Geografie
Volgens het United States Census Bureau beslaat de plaats een oppervlakte van 5,9 km², geheel bestaande uit land. Little Meadows ligt op ongeveer 501 m boven zeeniveau.

## Plaatsen in de nabije omgeving
De onderstaande figuur toont nabijgelegen plaatsen in een straal van 20 km rond Little Meadows.